# Квадратен корен от 2
Квадратен корен от 2, записван и като {\displaystyle {\sqrt {2}}}, е математическа константа, равняваща се на квадратен корен от числото 2. По определение {\displaystyle {\sqrt {2}}\cdot {\sqrt {2}}=2}, а стойността на числото е приблизително равна на 1,4142.
{\displaystyle {\sqrt {2}}} е реално число ({\displaystyle {\sqrt {2}}\in \mathbb {R} }) и ирационално число (не може да бъде представено като частно на две естествени числа). В исторически план то вероятно е първото число, за което става известно, че е ирационално.